# Nusfjord
Nusfjord er et af Norges ældste og bedst bevarede fiskerlejer. Det ligger på Flakstadøya i Flakstad kommune, Lofoten, Nordland. I Nusfjord har der været fiskeri siden midten af det 19. århundrede. Fiskerlejet blev i UNESCOs arkitekturbeskyttelsesår (1975) udpeget som et af tre pilotprojekter i Norge om bevarelse og synliggørelse af enestående træhusmiljøer.
Byen ligger nord for polarcirklen, og når solen går ned 9. december, står den først op igen 4. januar.